# Halda Watch Company
Halda Watch Company es un fabricante sueco de relojes de alta gama. La empresa fue fundada en 1887 por Henning Hammarlund en la localidad de Svängsta.

## Historia

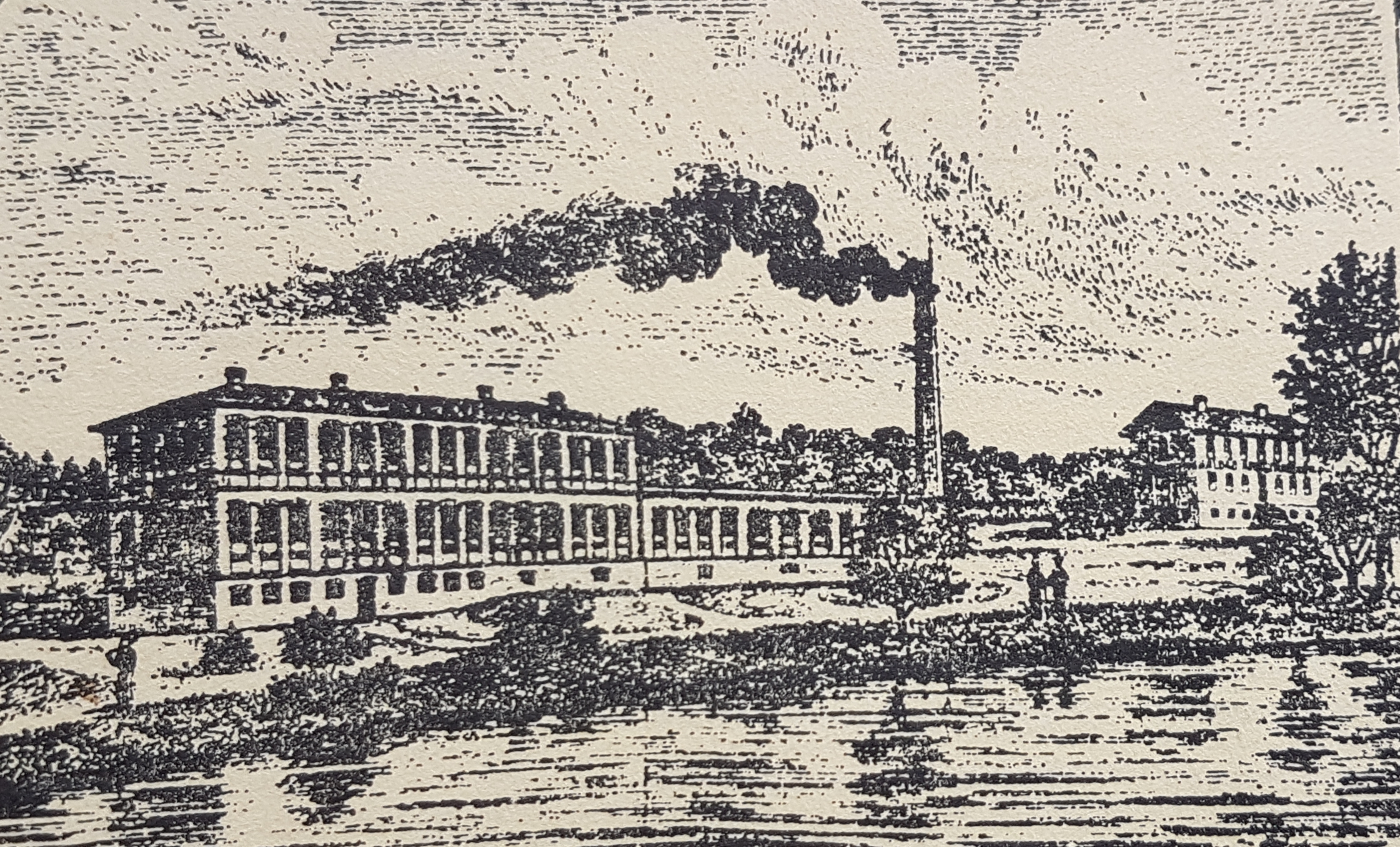
Fábrica de relojes Halda en Svängsta

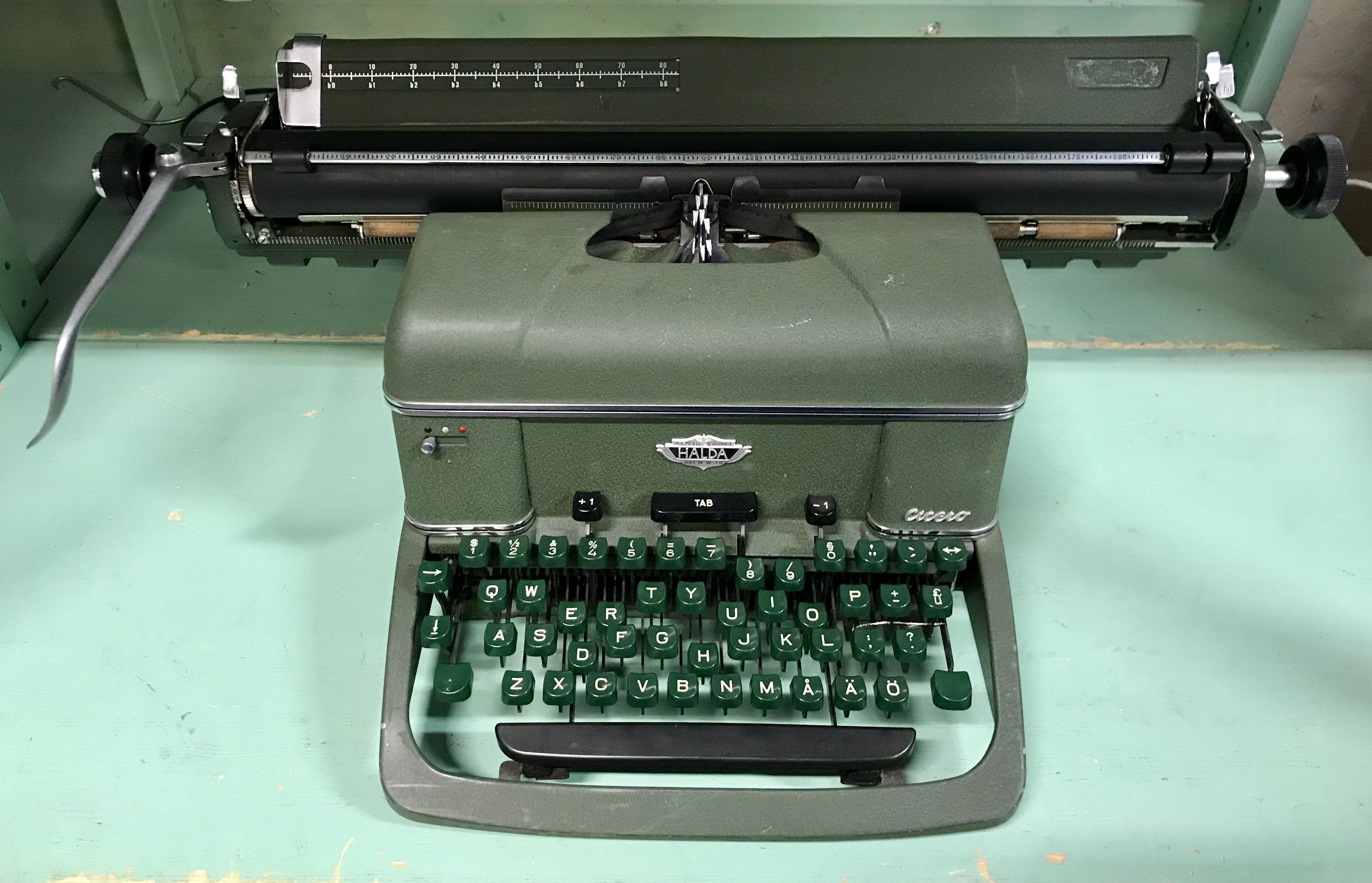
Máquina de escribir Halda Cicero (1953-1957)

Halda fue fundada en 1887 por el dueño de la fábrica, Henning Hammarlund (1857-1922), con el objetivo principal de producir relojes de bolsillo. Su nombre proviene de la contracción del apellido del fundador: Hammarlund(a).
Los primeros relojes de bolsillo, llamados Haldauren, se comenzaron a vender en 1889. En 1893, recibieron dos medallas en la Exposición Mundial de Chicago. En 1890, Halda también comenzó a producir máquinas de escribir y taxímetros.
Tras el Segunda Guerra Mundial, Hammarlund desarrolló nuevas técnicas para la fabricación de máquinas de escribir y taxímetros debido a la disminución de la demanda de relojes de bolsillo. Tras problemas financieros, la producción de relojes de bolsillo se interrumpió en 1917. Desde su apertura hasta su cierre, se fabricaron unos 8000 relojes de bolsillo.
En 1920, la empresa se dividió en AB Halda Fabriker, que fabricaba las máquinas de escribir, y Fabriks AB Halda, que fabricaba los taxímetros para los taxis londinenses. La compañía Fabriks AB Halda pasó a llamarse Haldex AB. Gracias a su conocimiento de los taxímetros, la empresa creó una serie de ordenadores de a bordo para su uso en los rallies. El Halda Speedpilot fue calificado por Autosport en 1956 como «un avance considerable respecto a cualquier modelo comercializado anteriormente, en cuanto a utilidad, compacidad, simplicidad mecánica (y, por consiguiente, fiabilidad), facilidad de uso y precio». Este dispositivo fue reemplazado por el Halda Tripmaster.
La producción de relojes de bolsillo se trasladó a las instalaciones del relojero Carl Borgstrøm, empleado de la Halda Fickursfabrik desde 1904. Fundó la empresa AB Urfabriken (ABU) y produjo relojes de bolsillo hasta 1926, incorporando posteriormente artículos de pesca. ABU, posteriormente ABU-Garcia AB, se encuentra en Svängsta.
En 2009, la compañía de relojes Halda fue refundada por el empresario e ingeniero relojero Mikael Sandström, quien desarrolló un nuevo reloj con un concepto innovador de plataforma horaria y dos módulos de tiempo intercambiables. Halda produce actualmente alrededor de 300 relojes al año. El primer reloj Halda moderno fue desarrollado con la colaboración del astronauta sueco Christer Fuglesang, quien lo probó en la misión espacial STS-128.